# Viva, Viva a FRELIMO
"Viva, Viva a FRELIMO" fou l'himne nacional de Moçambic del 25 de juny de 1975 fins al 30 d'abril del 2002. Fou escrit per Justino Sigaulane Chemane per les celebracions de la indepdència. Després del 1992 amb la transció democratica, la lletra fou suprimida. El 1997 es va convocar un concurs per un nou himne, i el 2002 l'himne fou finalment substituït. La lletra era la següent:
Viva, viva a FRELIMO,
Guia do Povo Moçambicano!
Povo heróico qu'arma em punho
O colonialismo derubou.
Todo o Povo unido
Desde o Rovuma até o Maputo,
Luta contra imperialismo
Continua e sempre vencerá.
- (Refrão):

Viva Moçambique! 

Viva a Bandeira, simbolo Nacional! 

Viva Moçambique! 

Que por ti o Povo lutará. 

Unido ao mundo inteiro,
Lutando contra a burguesia,
Nossa Pátria será túmulo
Do capitalismo e exploração.
O Povo Moçambicano
De operários e de camponeses,
Engajado no trabalho
A riqueza sempre brotará.
- (Refrão):

Viva Moçambique!

Viva a Bandeira, simbolo Nacional! 

Viva Moçambique! 

Que por ti o Povo lutará. 